# Universidad Católica Santo Domingo
La Universidad Católica Santo Domingo (UCSD), es una institución de educación superior privada, sin fines de lucro y con personalidad jurídica. Pertenece a la Arquidiócesis de Santo Domingo.
Fue fundada el 8 de diciembre de 1982, y fue reconocida por el estado dominicano el 8 de junio de 1984, mediante el decreto 2048.

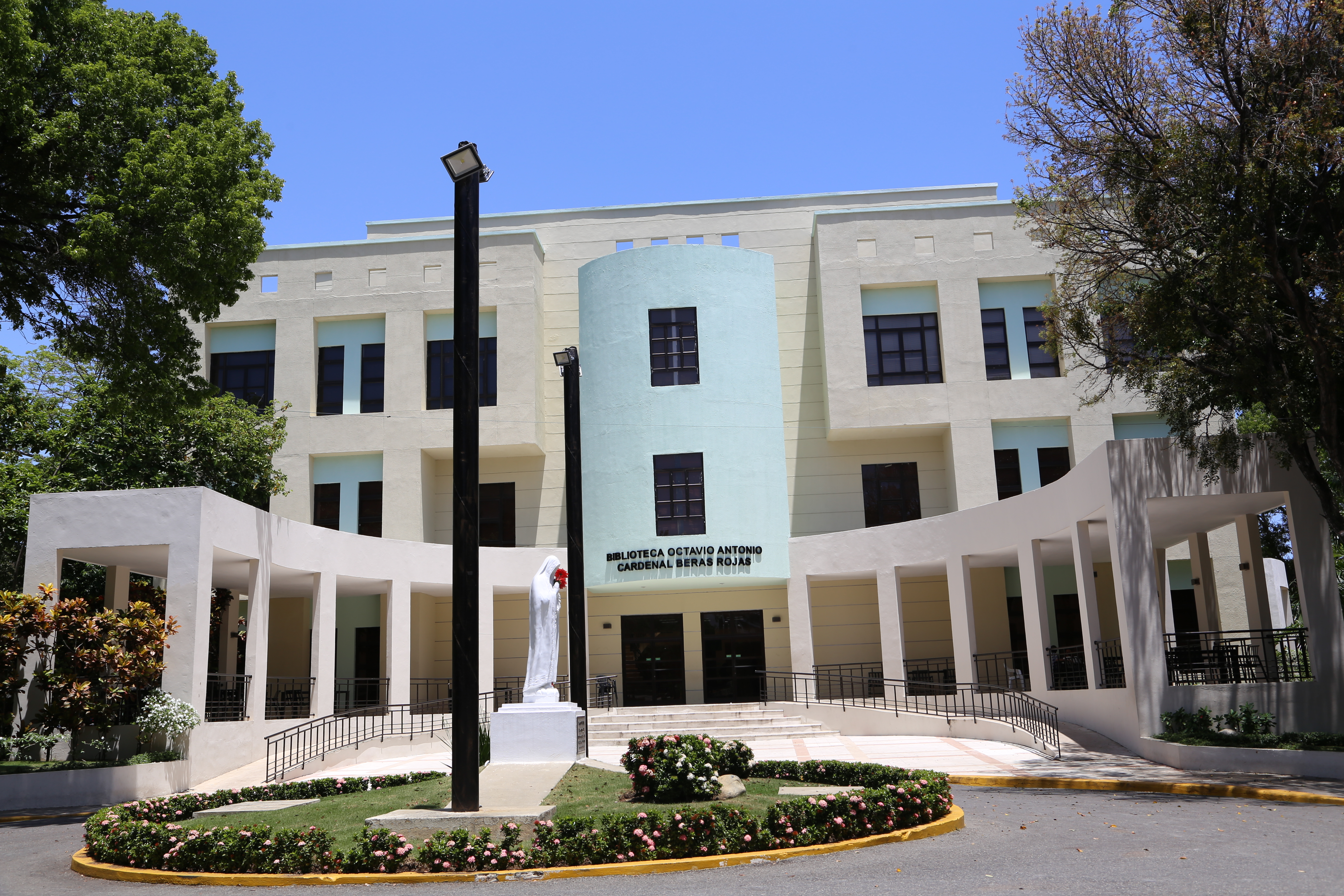
Biblioteca de la Universidad Católica Santo Domingo

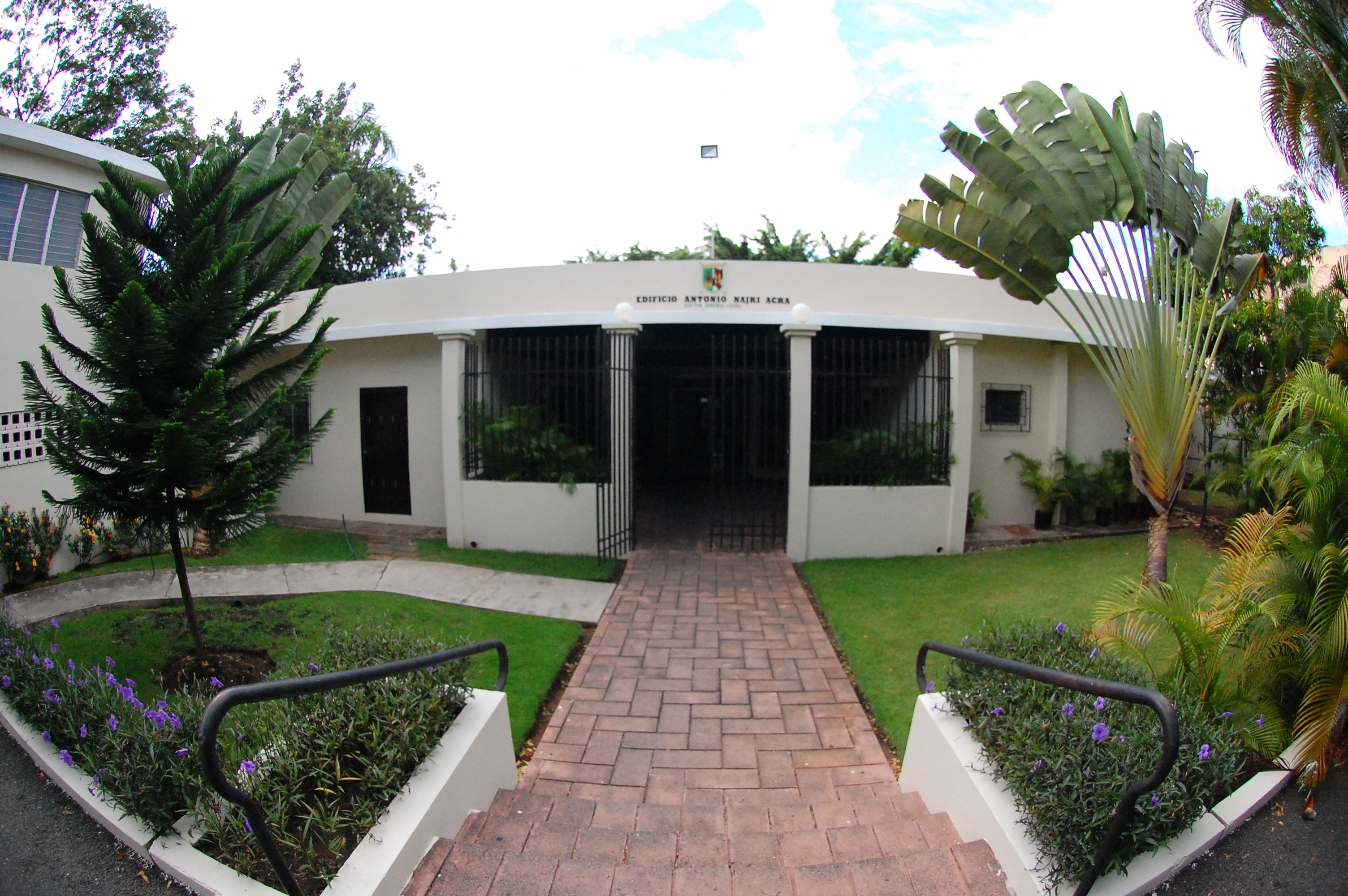
Foto del edificio de Rectoría de la UCSD

## Escudo de la Universidad Católica Santo Domingo
Está integrada por dos cuerpos. El izquierdo representa la Sede o Cátedra de San Pedro que se encuentra en la Basílica vaticana.
La Cátedra es obra de Lorenzo Bernini. Está sostenida por cuatro doctores, son los padres griegos y latinos de la Iglesia: san Jerónimo, san Ambrosio, san Agustín y san Gregorio.
El campo derecho reproduce el escudo de la ciudad de Santo Domingo. Campo rojo, dos leones dorados, con una corona abierta, también de oro. Tiene en el centro una llave azul. En la bordura la cruz blanca y negra de los frailes dominicanos y sable de Santo Domingo de Guzmán. Fuera del escudo encima de él la frase bíblica: Dios, Señor de las ciencias.
El escudo integra el doble objetivo de la universidad, formar ciudadanos competentes y cristianos.

## Misión, visión y valores

### Misión
Ser una comunidad académica que de modo riguroso y crítico, contribuye a la tutela y desarrollo de la dignidad humana y de la herencia cultural mediante la investigación, la enseñanza y los diversos servicios ofrecidos a las comunidades locales, nacionales e internacionales.

### Visión
La UCSD se propone patrocinar e impulsar una formación académica, profesional y científica de alta proyección comunitaria acorde a la vocación y aptitudes personales de los miembros de la comunidad universitaria. Contribuir al desarrollo socioeconómico del país a través de la preparación de técnicos superiores y profesionales. Efectuar o patrocinar investigaciones que tiendan a ofrecer soluciones reales a los múltiples problemas que tiene la sociedad dominicana. Mantener una actitud favorable al cambio y propiciar todas las transformaciones que viabilicen el avance y desarrollo institucional.

### Valores
- Verdad y Ética
- Investigación
- Excelencia Académica
- Cosmovisión Cristiana
- Dignidad Humana
- Competitividad
- Diversidad
- Compromiso Social

## Carreras
- Licenciatura en Educación Mención Inicial
- Licenciatura en Educación Mención Primaria de Primer Ciclo
- Licenciatura en Educación Mención Artística
- Licenciatura en Educación Mención Inglés
- Licenciatura en Educación Mención Física y Recreación
- Licenciatura en Orientación Escolar
- Licenciatura en Química orientada a la Enseñanza Secundaria
- Licenciatura en Biología orientada a la Enseñanza Secundaria
- Licenciatura en Matemáticas orientada a la Enseñanza Secundaria
- Licenciatura en Ciencias Religiosas
- Licenciatura Educación Mención Formación Integral Humana y Religiosa
- Licenciatura en Informática.
- Ingeniería de Sistemas
- Licenciatura en Derecho
- Licenciatura en Diplomacia y Servicios Internacionales
- Licenciatura en Ciencias Políticas
- Licenciatura en Administración de Empresas
- Licenciatura en Administración Hotelera
- Licenciatura en Administración Turística
- Licenciatura en Economía Mención Gestión Financiera
- Licenciatura en Economía Mención Formulación y Evaluación de Proyectos
- Licenciatura en Contabilidad
- Licenciatura en Mercadotecnia
- Licenciatura en Negocios Internacionales
- Licenciatura en Comunicación Social
- Licenciatura en Publicidad
- Licenciatura en Diseño de Interiores
- Licenciatura en Psicología Clínica
- Licenciatura en Psicología Laboral
- Licenciatura en Imágenes Médicas
- Licenciatura en Enfermería
- Licenciatura en Rehabilitación Mención Terapia Física
- Licenciatura en Rehabilitación Mención Terapia Ocupacional

## Rectores
- Pbro. Ramón Alonso Beato SDB (1982 - 2012)
- Mons. Jesús Castro Marte (2012 - 2020)
- Mons. Ramón Benito Ángeles Fernández (2020 - 2024)[2]
- Pbro. Dr. José Luis de la Cruz Sosa (Actualidad)